# إيسيدوروس السكندري
إيسيدوروس السكندري (ولد نحو 454 - توفي قبل 526 م) هو فيلسوف أفلاطوني محدث.